# John Noland Mackenzie
John Noland Mackenzie (1853-1925) est un rhino-laryngologiste américain connu pour ses travaux sur les liens entre odorat et sexualité.

## Biographie
John Noland Mackenzie est reçu docteur en médecine à l'université de Virginie en 1876 ; il poursuit des études de troisième cycle avec Max Oertel à Munich et Leopold von Schroetter et Carl Stoerk à Vienne (Stoerk est l'un des six hommes qui, en 1887, votèrent pour l'admission de Sigmund Freud à la Société des médecins de Vienne). Après son retour en Amérique, Mackenzie est nommé professeur à l'université du Maryland (1887-1897) et à l'école de médecine de l'université Johns Hopkins (1889-1912). Il devient également codirecteur du Maryland Medical Journal et éditeur américain du prestigieux British Journal of Laryngologie et Rhinology. Rapidement reconnu partout comme une autorité de premier rang, il est élu membre de l'Association Laryngologique américaine en 1883 ; en devient le vice-président en 1886 et le président en 1889. Largement connu et apprécié à l'étranger, il est correspondant des associations médicales britanniques, françaises et  allemandes de premier plan.

## Odorat et sexualité
Les rapports entre l'odorat et la sexualité faisaient partie des croyances populaires depuis des temps très anciens : on alléguait l'évidence de ce lien chez les animaux et des dictons courants associaient un « gros nez » avec de « gros organes génitaux. » — Dans le système de pensée racial de la fin du XIXe siècle et du début du XXe siècle, une croyance commune était que le « gros nez » supposé des Juifs allait de pair avec une sexualité supposée « hors norme »
Les rapports entre odorat et sexualité commencèrent de faire l'objet d'études savantes au début du XIXe siècle. En 1835, G. Valentin nota le parallélisme du développement embryologique des tissus rhino-laryngiques et sexuels. Plus tard, dans une perspective évolutionniste, Haeckel postula que le développement parallèle des organes de l'odorat et de la sexualité dans l'embryon impliquait une origine primitive commune. Krafft-Ebing, en 1886, développe longuement les rapports entre odorat et sexualité dans le chapitre 2 de Psychopathia Sexualis.

## Les travaux de J. N. Mackenzie
En 1884, Mackenzie publie ses réflexions sur le sujet, motivées par les observations suivantes :
1. Les tissus nasaux semblent exsuder de façon régulière pendant les menstruations ;
2. en conséquence, on observe des saignements de nez pendant les menstruations et la grossesse mais aussi chez des hommes à l'adolescence ;
3. selon les propres mots de Mackenzie : « Pour rendre plus claires les relations sur lesquelles j'attire l'attention, il faut rappeler que, chez l'Homme, le tissu recouvrant le septum nasal est anatomiquement semblable au tissu érectile du pénis ». (De fait, seuls les organes génitaux, les mamelons et le nez possèdent de tels tissus érectiles.) « Aussi il se produit généralement une érection de tous ces tissus à travers le corps lors de l'excitation sexuelle. »
4. selon Mackenzie, cela explique pourquoi certains individus montrent des manifestations nasales (saignements, éternuements, occlusions) lors des moments d'excitation sexuelle ;
5. des irritations génitales résultent d'affections nasales antérieures. Du point de vue du développement anatomique, des cas de sous-développement des organes génitaux sont associés à la déplétion des lobes et nerfs olfactifs ;
6. Mackenzie pensait que ces affections nasales résultaient du lien phylogénétique entre les organes génitaux et ceux de l'olfaction.

Mackenzie rassembla ses idées dans l'ouvrage The Pathological Nasal Reflex : An Historical Study, 22 pages ; New York, 1887.

## La postérité de Mackenzie
Le médecin oto-rhino-laryngologiste allemand Wilhelm Fliess aboutit de façon indépendante aux mêmes idées que Mackenzie sur les liens entre organes de l'odorat et organes génitaux. Il reconnut d'ailleurs l'antériorité de Mackenzie sur ce sujet.
Fliess était un ami de Freud avec lequel il entretint une abondante correspondance (jusqu'en 1902, où leurs relations cessèrent brutalement sur une fâcherie).
Freud écrit à Fliess (11 janvier 1897) un texte repris dans le recueil Les origines de la psychanalyse :
« Les perversions conduisent régulièrement à la zoophilie ; elles ont un caractère animal. Elles ne sont pas explicables par le fonctionnement de zones érogènes qui ont été abandonnés plus tard (chez les individus normaux], mais par l'opération de sensations érogènes qui ont ensuite perdu leur vigueur (chez les individus normaux]. Dans ce contexte, il convient de rappeler que l'odorat est le sens principal des animaux (à des fins sexuelles ou autres), qui a été [phylogénétiquement] réduit chez les êtres humains. Tant que le sens de l'odorat (et le goût) est dominant, les cheveux, fèces, la totalité de la surface du corps, et aussi le sang ont un effet sexuellement excitant. L'augmentation du sens de l'odorat dans l'hystérie y est sans doute liée.  »
Dans le cadre des rapports entre Fliess et Freud et de leurs conséquences, les propos ce de dernier ne doivent pas être entendus comme une approbation magistrale, mais comme l'évidence que ce dernier disait à ses interlocuteurs ce qu'ils avaient envie d'entendre.

## Articles liés
- Wilhelm Fliess
- Sigmund Freud

## Sources
1. ↑  Frank J. Sulloway, Freud, biologist of the mind ; Harvard College, 1992, p. 148  (ISBN 0674323351) Voir Google Books
2. ↑  Klaus L. Berghahn et Jost Hermand, Goethe in the German-Jewish Culture ; Camden House, Rochester, NY, USA, 2001,  (ISBN 1571133232) Voir Google books.
3. ↑  Frank J. Sulloway, Freud, biologist of the mind ; Harvard College, 1992, p. 113  (ISBN 0674323351) Voir Google Books
4. ↑  The Origins of Psychoanalysis : Sigmund Freud's Letters - Letters, Drafts and Notes to Wilhelm Fliess (1887-1902) ; éditeurs : Marie Bonaparte, Anna Freud, Ernst Kris ; Basic Books, New York, 1954.
5. ↑  Klaus L. Berghahn et Jost Hermand : Goethe in German-Jewish Culture, p. 114, Camden House, Rochester, NY, USA,  (ISBN 1571133232)